# 哈丁斯堡 (印地安納州迪爾伯恩縣)
哈丁斯堡（英語：Hardinsburg）是位於美國印地安納州迪爾伯恩縣的一個非建制地區。該地的面積和人口皆未知。

## 地理
哈丁斯堡的座標為39°07′59″N 84°50′51″W / 39.13306°N 84.84750°W，而該地的平均海拔高度為148米（即486英尺）。